# Mistrzostwa Ameryki Południowej i Centralnej w Piłce Ręcznej Kobiet 2021
Mistrzostwa Ameryki Południowej i Centralnej w Piłce Ręcznej Kobiet 2021 – drugie mistrzostwa Ameryki Południowej i Centralnej w piłce ręcznej kobiet, oficjalny międzynarodowy turniej piłki ręcznej o randze mistrzostw kontynentu zorganizowany przez COSCABAL mający na celu wyłonienie najlepszej żeńskiej reprezentacji narodowej w Ameryce Centralnej i Południowej. Odbył się w dniach 5–9 października 2021 roku w paragwajskiej stolicy Asunción. Mistrzostwa były jednocześnie eliminacjami do MŚ 2021.
Turniejem kwalifikacyjnym do tych zawodów były mistrzostwa Ameryki Centralnej rozegrane w trzyzespołowej obsadzie w Salwadorze w dniach 5–7 sierpnia 2021 roku, z którego zwycięsko wyszła Nikaragua dołączając tym samym do piątki prekwalifikowanych reprezentacji. Została jednak ona zastąpiona przez Chile, sześć uczestniczących zespołów rywalizowało zatem systemem kołowym w ramach jednej grupy o trzy miejsca premiowane awansem na MŚ 2021.
Z kompletem zwycięstw triumfowała reprezentacja Brazylii, prócz niej na podium mistrzostw znalazły się Argentyna oraz Paragwaj zyskując tym samym awans do światowego czempionatu. Do najlepszej siódemki zawodów zostały wybrane Renata Arruda, Fátima Acuña, Tamires Morena Lima, Jéssica Quintino, Elke Karsten, Ana Paula Belo i Malena Cavo.

## Mecze
| 5 października 202116:00 | Brazylia | 39:22(18:9) | Chile | Estadio Comité Olímpico Paraguayo, Asunción Sędzia: Estrada, Pineda |
| 5 października 202116:00 |          | 39:22(18:9) |       | Estadio Comité Olímpico Paraguayo, Asunción Sędzia: Estrada, Pineda |

| 5 października 202118:00 | Argentyna | 57:2(32:1) | Boliwia | Estadio Comité Olímpico Paraguayo, Asunción Sędzia: Osaldo, Cobá |
| 5 października 202118:00 |           | 57:2(32:1) |         | Estadio Comité Olímpico Paraguayo, Asunción Sędzia: Osaldo, Cobá |

| 5 października 202120:00 | Paragwaj | 25:25(11:10) | Urugwaj | Estadio Comité Olímpico Paraguayo, Asunción Widzów: 1 500 Sędzia: Correa, Conberse |
| 5 października 202120:00 |          | 25:25(11:10) |         | Estadio Comité Olímpico Paraguayo, Asunción Widzów: 1 500 Sędzia: Correa, Conberse |

| 6 października 202116:00 | Boliwia | 9:71(3:34) | Paragwaj | Estadio Comité Olímpico Paraguayo, Asunción Sędzia: Lemes, Sosa |
| 6 października 202116:00 |         | 9:71(3:34) |          | Estadio Comité Olímpico Paraguayo, Asunción Sędzia: Lemes, Sosa |

| 6 października 202118:00 | Urugwaj | 18:36(7:15) | Brazylia | Estadio Comité Olímpico Paraguayo, Asunción Sędzia: Pineda, Estrada |
| 6 października 202118:00 |         | 18:36(7:15) |          | Estadio Comité Olímpico Paraguayo, Asunción Sędzia: Pineda, Estrada |

| 6 października 202120:00 | Chile | 17:26(4:13) | Argentyna | Estadio Comité Olímpico Paraguayo, Asunción Widzów: 160 Sędzia: Correa, Correa |
| 6 października 202120:00 |       | 17:26(4:13) |           | Estadio Comité Olímpico Paraguayo, Asunción Widzów: 160 Sędzia: Correa, Correa |

| 7 października 202116:00 | Brazylia | 10:0 | Boliwia | Estadio Comité Olímpico Paraguayo, Asunción Sędzia: Osaldo, Cobá |
| 7 października 202116:00 |          | 10:0 |         | Estadio Comité Olímpico Paraguayo, Asunción Sędzia: Osaldo, Cobá |

| 7 października 202118:00 | Chile | 21:21(9:7) | Urugwaj | Estadio Comité Olímpico Paraguayo, Asunción Widzów: 100 Sędzia: Correa, Conberse |
| 7 października 202118:00 |       | 21:21(9:7) |         | Estadio Comité Olímpico Paraguayo, Asunción Widzów: 100 Sędzia: Correa, Conberse |

| 7 października 202120:00 | Argentyna | 29:13(14:5) | Paragwaj | Estadio Comité Olímpico Paraguayo, Asunción Widzów: 400 Sędzia: Araújo, Perdomo |
| 7 października 202120:00 |           | 29:13(14:5) |          | Estadio Comité Olímpico Paraguayo, Asunción Widzów: 400 Sędzia: Araújo, Perdomo |

| 8 października 202116:00 | Boliwia | 13:66(4:27) | Chile | Estadio Comité Olímpico Paraguayo, Asunción Widzów: 50 Sędzia: Estrada, Pineda |
| 8 października 202116:00 |         | 13:66(4:27) |       | Estadio Comité Olímpico Paraguayo, Asunción Widzów: 50 Sędzia: Estrada, Pineda |

| 8 października 202118:00 | Argentyna | 33:15(14:11) | Urugwaj | Estadio Comité Olímpico Paraguayo, Asunción Widzów: 180 Sędzia: Correa, Correa |
| 8 października 202118:00 |           | 33:15(14:11) |         | Estadio Comité Olímpico Paraguayo, Asunción Widzów: 180 Sędzia: Correa, Correa |

| 8 października 202120:00 | Paragwaj | 17:42(5:22) | Brazylia | Estadio Comité Olímpico Paraguayo, Asunción Widzów: 350 Sędzia: Araújo, Perdomo |
| 8 października 202120:00 |          | 17:42(5:22) |          | Estadio Comité Olímpico Paraguayo, Asunción Widzów: 350 Sędzia: Araújo, Perdomo |

| 9 października 202116:00 | Urugwaj | 66:12(29:6) | Boliwia | Estadio Comité Olímpico Paraguayo, Asunción Widzów: 250 Sędzia: Cobá, Osaldo |
| 9 października 202116:00 |         | 66:12(29:6) |         | Estadio Comité Olímpico Paraguayo, Asunción Widzów: 250 Sędzia: Cobá, Osaldo |

| 9 października 202118:00 | Paragwaj | 26:23(14:13) | Chile | Estadio Comité Olímpico Paraguayo, Asunción Sędzia: Correa, Conberse |
| 9 października 202118:00 |          | 26:23(14:13) |       | Estadio Comité Olímpico Paraguayo, Asunción Sędzia: Correa, Conberse |

| 9 października 202120:00 | Brazylia | 31:22(17:8) | Argentyna | Estadio Comité Olímpico Paraguayo, Asunción Widzów: 700 Sędzia: Lemes, Sosa |
| 9 października 202120:00 |          | 31:22(17:8) |           | Estadio Comité Olímpico Paraguayo, Asunción Widzów: 700 Sędzia: Lemes, Sosa |